# Gothic Sky
Gothic Sky — российская рок-группа, основанная в 1997 году, исполняющая готик-метал, блэк-метал и дарк-метал.

## История группы

### Англоязычное творчество периода 1997—2003
Группу создал Андрей Измайлов (Depression Izzy) в 1997 году в городе Мичуринске Тамбовской области. Первоначально группа работала в стиле death и doom metal. Песни были на английском языке. Осенью 1997 года записано демо «Dark Future», выдержанное в стиле мрачного death doom metal. В январе 1998 года записывается второе демо «On Reality» (4 песни). В январе 1998 года записывается ещё 6 песен и выходит полнометражное демо «Open Your Mind For Insanity» в стиле melodic death doom. В декабре 1998 года — марте 1999 года группа провела запись альбома, рассказывающего о вампирской любви — Believe In Death, Now Forever и выдержанного в стиле dark black metal. С этого альбома тексты группы стали носить концептуальный характер. Летом 1999 года отснят и смонтирован постановочный видеоклип к песне «Believe In Death», который вошел в видео-сборник лейбла R.I.P. Prod. Necrozoophilic Video Compilation (Смоленск).
Осенью 1999 года начинается работа над новым материалом. Spirit Of The Ancient Woods (рабочее название нового альбома) — смесь heavy, dark, gothic и black metal. 30 апреля 2000 года альбом Believe In Death, Now Forever вышел на калужском лейбле Oupiric Prod. в формате МС. В ноябре 2000 года на краснодарском лейбле Fresh Meat Prod в формате МС вышел альбом Open Your Mind For Insanity. В период с 1997 по 2000 год группа выступает на концертах и фестивалях в Мичуринске, Тамбове, Воронеже, Орле, Москве.
Претерпев смену состава, группа осенью 2000 года приступила к записи третьего альбома под рабочим названием Spirit Of The Ancient Woods). В июне 2001 года группа закончила работу над записью. В альбом, получивший название Witchcraft Of Krehterwehs, вошло 9 композиций, выдержанных в мрачной готической атмосфере. Тексты повествуют о злодеяниях средневековой колдуньи Крейтервейс. Идея была взята из германского эпоса. Осенью 2002 года группа приступила к съемкам видео клипа на песню «The Castle Of Mystic Beauty». Весной 2004 года альбом Witchcraft Of Krehterwehs был перезаписан.

### Начало русскоязычного творчество и его развитие в период 2004—2012
Параллельно с перезаписью альбома Witchcraft Of Krehterwehs, весной 2004 года началась работа над созданием материала к четвёртому альбому «Реальности Чёрного Рыцаря». Gothic Sky начинает сотрудничество с поэтом под псевдонимом Moonchild, в основу концепции альбома «Реальности Чёрного Рыцаря» ложатся его русскоязычные тексты. Впоследствии Moonchild приступил к промоутерской деятельности и в 2006 году становится директором группы. В июне 2006 года на питерском лейбле Taigasounds переиздан альбом Witchcraft Of Krehterwehs в формате CD. В рамках презентации альбома группа отыграла несколько концертов совместно с группами Dismember, Little Dead Bertha, Rainwill и Hate.
В июле-сентябре 2007 года в Z-studio в Зеленограде проведена запись, сведение и мастеринг русскоязычного альбома «Реальности Чёрного Рыцаря» (звукоинженер — Николай Ларин). Этот альбом создан в стиле gothic black metal. Лирика с уклоном к мистике и эзотерике. Тексты написаны в духе мистического фэнтези, наполнены атмосферой осени, холодом замковых плит, подземных подвалов и звездных глубин и повествуют о вечных скитаниях души, открывают тайну любви и прошлых жизней. Осенью 2007 года после непродолжительных переговоров с ведущим российским лейблом Irond Records был заключен контракт на издание альбома «Реальности Чёрного Рыцаря». Он увидел свет 1 декабря 2007 года, именно в этот день прошла и его презентация на фестивале Wings Of Doom Pt.4 в московском клубе «Релакс».
С мая 2009 по май 2010 группа засела в студии для записи альбома «Лабиринт Скитаний». В финальной стадии записи к группе присоединилась вокалистка Анна Герасименко (Gata Furiosa), которая также приняла участие в записи альбома. Летом 2010 группа выступает на фестивале в Беларуси Metal Crowd с хэдлайнерами «Graveworm» (Италия). В феврале 2011 года альбома «Лабиринт Скитаний» вышел на лейбле «Nymphaea Records». Пятый альбом Gothic Sky представляет собой Вторую Часть «Саги о Чёрном Рыцаре». Тексты песен альбома написаны в стилистике, являющейся отличительной чертой творчества группы. Это история, включающая в себя элементы фэнтази и авангардной хоррор-готики. В поддержку выпущенного альбома было отыграно несколько концертов, в том числе в рамках домашнего выступления была подготовлена расширенная полуторачасовая программа. Видео материал, отснятый на данном концерте, был смонтирован и издан 28 декабря 2011 г. к 15-ти летию группы в виде DVD издания под названием «XV Лет. Коснись готического неба вместе с нами». В апреле 2012 Gothic Sky приняли участие в альбоме-трибьюте Wolves of Nordland посвященном легендарной шведской группе Bathory с кавер-версией песни «Nordland». В августе 2012 группу покинул один из основателей группы, несменяемый с начала существования группы гитарист Сергей Буданцев. После непродолжительных поисков гитариста, ряды группы пополнились. Новым гитаристом стал Алексей Вовкула.

### Возобновление творчества в 2018
В сентябре 2018 группа приступила к работе над новым, шестым альбомом в московской ZverevStudio. Работа продолжалась с сентября 2018 по сентябрь 2019. Помимо композиций, написанных ещё в 2012 году, была проведена работа по созданию нового материала. В процессе записи было принято решение привлечь сессионных вокалистов. Ими стали Юлиана Савченко (Sova) («экс-»АнДем", «Witchcraft», «НАИВ» и др.) и Роман Энглерт (Engel Crow) — актёр, рестлер, вокалист и лидер группы Shadows Of The Undead. В октябре 2019 года альбом «Тени Прошлого» вышел на ведущем российским лейбле Irond Records.
Весной 2020 началась работа над записью седьмого альбома «В поисках потерянной души». Запись велась в московской ZverevStudio с апреля по декабрь 2020. В записи в качестве приглашенных вокалистов опять приняли участие Юлиана Савченко (Sova) и Роман Энглерт (Engel Crow), а также Артур Беркут (экс-«Автограф», экс-«Маврин», экс-«Ария», «Артур Беркут»). В yоябре 2020 года проведены съёмки постановочного клипа на песню «Семь» в поддержку альбома «В поисках потерянной души». Съёмки проходили в Москве, при непосредственном участии творческой группы, возглавляемой Людмилой Angel (Witchcraft) и Дмитрием Муратовым, работавшей над клипами группы Witchcraft. Постпродакш клипа на песню «Семь» был завершен в феврале 2021 года. 19 марта 2021 года состоялась премьера клипа на Ютуб канале группы. 26 марта 2021 года альбом «В поисках потерянной души» вышел на лейбле Irond Records. Творчество группы Gothic Sky, представляющее собой качественный и сложный «микс» блэка, дума и готического метала уже заслужило самые разные, но лестные сравнения — от Anathema и Paradise Lost до Crematory, Catamenia, Graveworm, Cradle Of Filth и Dimmu Borgir.
В ноябре 2021 года проведены съёмки постановочного клипа на песню «Душа» с альбома «В поисках потерянной души» с Артуром Беркутом и Юлианой Савченко («Witchcraft») в главных ролях. Съёмки проходили в Москве и Подмосковье. Над клипом работала съёмочная группа ROOT FILM (Людмила Angel («Witchcraft»), Дмитрий Муратов, Влад Рогозин, Владимир Пташник («Witchcraft»)). Премьера клипа «Душа» состоялась 11 марта 2022 года на ютуб-канале группы. В январе 2022 года группа приступила к записи восьмого альбома.

## Состав

### Действующие участники
- Андрей Измайлов (Depression Izzy) — барабаны (1997—2003), вокал (с 1997);
- Светлана Измайлова (Lynda Skylight) — клавиши (с 2000);
- Владимир Попов (Vlad) — гитара (с 2000);
- Максим Баранников (Max) — барабаны (2003—2007, с 2012);
- Игорь Скрылев (Gor) — бас-гитара (с 2009);
- Алексей Вовкула (Alex) — гитара (с 2012).

### Бывшие участники
- Сергей Буданцев (Grey «Frizzy» Buddance) — гитара (1997—2012);
- Сергей Попов (Slow) — бас-гитара (1997—2002, 2003—2004);
- Сергей Журавлев (Crane) — гитара (1997—1998), бас гитара (2002—2003, 2004—2009);
- Сергей Храмушин (Demon Tampletone) — гитара, бэк-вокал (1998—2000);
- Илья Дурнев (El Malicen) — клавиши (1998—2000);
- Марина Cкляднева (Mary) — вокал (1999);
- Михаил Козадаев (Michael) — барабаны (2000);
- Дмитрий Анисимов (Trius) — барабаны (2007—2011);
- Анна Герасименко (Gata Furiosa) — вокал (2010—2011).

### Сессионные участники
- Юлиана Савченко (экс-«АнДем», «Witchcraft») — вокал (2019—2021)
- Роман Энглерт (Engel Crow) — вокал (2019—2021)
- Артур Беркут (экс-«Автограф», экс-«Маврин», экс-«Ария», «Артур Беркут») — вокал (2020—2022)

## Дискография
- Open Your Mind For Insanity (MC, FrashMeat Prod., 2000, 13 треков);
- Believe In Death, Now Forever (MC, Oupiric Prod., 2000, 10 треков);
- Witchcraft Of Krehterwehs (CD, Taigasounds, 2006, 9 треков);
- «Реальности Чёрного Рыцаря» (CD, Irond, 2007, 10 треков);
- «Лабиринт Скитаний» (CD, Nymphaea Records, 2011, 10 треков);
- «Тени Прошлого» (CD, Irond, 2019, 10 треков);
- «В Поисках Потерянной Души» (CD, Irond, 2021, 9 треков).

## Видеоклипы
- 1999 —  «Believe In Death, Now Forever»
- 2002 —  «The Castle Of Mystic Beauty»
- 2006 —  «Gothic Sky – Live – «Spirit Of The Ancient Woods»»
- 2006 —  «Gothic Sky – Live – «The Vision of the Fate»»
- 2008 —  «Фиолетовый свет»
- 2011 —  «Реальности»
- 2011 —  «Спящие цветы»
- 2011 —  «Gothic Sky - «XV Лет. Коснись готического неба вместе с нами» Часть 1»
- 2011 —  «Gothic Sky - «XV Лет. Коснись готического неба вместе с нами» Часть 2»
- 2021 —  «Семь (Seven)»
- 2022 —  «Душа (The Soul)»

### Интервью
- OR/Eleanor’zine (Брянск), № 6 1999 г.
- Oupiric Newsletter (Калуга), № 8 2000 г.
- The Path Soul’zine (Пятигорск), № 2 2000 г.
- Legion/M’zine (Минск), № 2 2001 г.
- Shit For Fan Newsletter (Белгород), № 3 2002 г.
- Norna’zine (Комсомольск-на-Амуре) № 1 2002 г.
- Norna’zine (Комсомольск-на-Амуре) № 2 2002 г.
- Legion/M’zine (Минск) — электронная версия, 20.09.03г.
- Подземка Newsletter (Воронеж), № 4 2004 г.
- Metal Factory (Липецк) — электронная версия, август 2006 г.
- Metal Script (Минск) — электронная версия, ноябрь 2006 г.
- Dark City #42 — январь/февраль 2008 г.
- HARDWORLD_ORG — Belarus Hard Music Community — электронная версия, июль 2008 г.
- MetalKings.ru — электронная версия, июль 2008 г.
- HeavyMusic.ru «Реальности Чёрных Рыцарей» — электронная версия, ноябрь 2008 г.
- Мoonlightdominion.com — электронная версия, сентябрь 2009 г.
- Metal Script (Минск) — электронная версия, сентябрь 2010 г. (Интервью Trius’а о Metal Crowd fest 2010)
- Metal Script (Минск) — электронная версия, сентябрь 2010 г. (Интервью Dep’а)
- DIES IRAE #1 — электронная версия, 2011 г.
- Dark City #111 — ноябрь 2019 г.
- OR’zine (Брянск), № 19 январь 2021 г.
- Dark City #119 — апрель 2021 г.

### Рецензии
- Tempest’zine (Москва), № 2 1998 г.
- Legion’zine (Минск), № 3-4 1998 г.
- OR/Eleanor’zine (Брянск), № 6 1999 г.
- Blacksmith’zine (Иркутск), № 4 1999 г.
- Rock City’zine (Москва), № 3-4 1999 г.
- Фронт’zine (Хабаровск), № 0 1999 г.
- Катюша’zine (Набережные Челны), № 5 1999 г.
- Alter Ego’zine (Беларусь), № 3 1999 г.
- Legion’zine (Минск), декабрь 1999 г.
- Фронт’zine (Хабаровск), № 1 2000 г.
- M’zine (Минск), № 4 2000 г.
- BORN TO DIE (Польша), № 3 2000 г.
- GOTHIC AND MACHINES (Tурция), № 2 2001 г.
- LAMENTATION (Венгрия), № 12 2001 г.
- HATROSS (Хабаровск), № 1 2001 г.
- ENCOMIUM (Украина), № 3 2001 г.
- ROCK EXPRESS (Сербия), № 33 2002 г.
- Shit For Fan Newsletter (Белгород), № 4 2002 г.
- Dark City’zine (Москва), № 9 2002 г.
- Norna’zine (Комсомольск-на-Амуре) № 1 2002 г.
- Norna’zine (Комсомольск-на-Амуре) № 2 2002 г.
- Legion/M’zine (Минск) — электронная версия, сентябрь 2003 г.
- Muzika.Bosnia.ba (Босния), апрель 2004 г.,
- Metal Script (Минск) — электронная версия, ноябрь 2006 г.
- HATROSS (Хабаровск) — электронная версия, ноябрь 2006 г.
- HARDWORLD_ORG — Belarus Hard Music Community — электронная версия, февраль 2008 г.
- Dark City #43 — март/апрель 2008 г.
- Darkside.ru — электронная версия, апрель 2008 г.
- HeavyMusic.ru — электронная версия, апрель, август 2008 г.
- TERRORAISER № 50 2012 (рецензия на DVD «XV Лет. Коснись готического неба вместе с нами»)
- Dark City #112 — январь 2020 г.
- Headbanger — электронная версия, 2020